# Comunidade para a Democracia e os Direitos das Nações
A Comunidade para a Democracia e os Direitos das Nações (em russo:  Содружество непризнанных государств, em inglês:  Community for Democracy and Rights of Nations), também comumente e coloquialmente conhecida como Comunidade dos Estados Não Reconhecidos, raramente como CIS-2 (Comunidade dos Estados Não Reconhecidos, CIS-2), é uma organização internacional na Europa Oriental que une vários Estados da antiga União Soviética, todos os quais têm pouco ou nenhum reconhecimento da comunidade internacional.

## História
Comunidade dos Estados Não Reconhecidos foi criada de fato em 1992. Inicialmente, incluía, além da Transnístria, Abecásia, Ossétia do Sul e Artsaque, a autoproclamada República Srpska, formada na Bósnia e Herzegovina, e a Sérvia Krajina, que existia no território da Croácia.
A República da Sérvia Krajina foi anexada à Croácia como resultado da Operação Tempestade no verão de 1995 e deixou de existir.
A República Srpska como resultado dos Acordos de Dayton (novembro de 1995) recebeu o status de entidade estatal como parte da Bósnia e Herzegovina. Ao mesmo tempo, a República Srpska encerrou automaticamente sua participação na Comunidade dos Estados Não Reconhecidos.

## Características gerais
O que une os participantes desta comunidade é que todos eles surgiram durante o colapso da URSS e os agudos conflitos interétnicos que os acompanharam.
Apesar de não serem membros da ONU, os membros da Comunidade já existem há bastante tempo. Todos eles têm atributos de Estado independente como suas próprias constituições, governos, forças armadas, agências de segurança do estado, alfândega e serviços de fronteira. As estruturas políticas e econômicas dos Estados não reconhecidos se adaptaram mais ou menos à existência em condições de “nem paz, nem guerra, nem reconhecimento internacional”, embora o processo de restauração da economia destruída em condições de isolamento virtual do mundo exterior esteja se movendo muito devagar.
A solução do problema dos Estados não reconhecidos do Cáucaso é complicada pela presença de centenas de milhares de refugiados que foram forçados a deixar suas casas como resultado de confrontos armados e limpeza étnica.

## Membros
- Abecásia
- Ossétia do Sul
- Transnístria

## Antigos estados membros
- Artsaque (Um decreto oficial emitido em 2023 determinou a dissolução de todas as instituições estatais de Artsaque até 1 de janeiro de 2024, encerrando sua existência. O decreto foi anulado em 1 de outubro de 2023, porém, quase toda a população da região havia fugido para a Armênia nesse momento.[9])

## Centros administrativos
- Sukhumi, Abecásia;
- Stepanakert, Artsaque (ex-membro);
- Tskhinvali, Ossétia do Sul;
- Tiraspol, Transnístria.

## Galeria

Transnístria
Abecásia
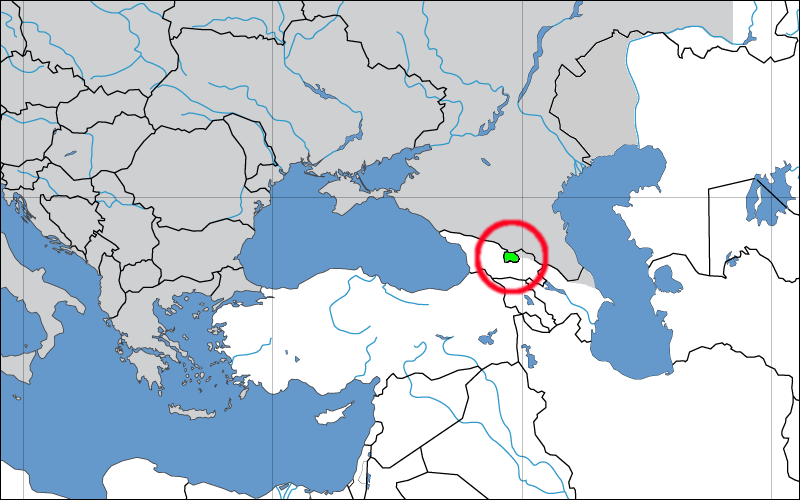
Ossétia do Sul